# کور (یمن)
کور دهستان بزرگی از توابع استان بیضاء در کشور یمن و در شبه جزیره عربستان واقع می‌باشد.

## جمعیت
در حدود ۳۶۰ نفر جمعیت دارد. آب وهوای روستا معتدل ودارای خاکی حاصلخیز می‌باشد.